# الیکایی سینه‌فندقی

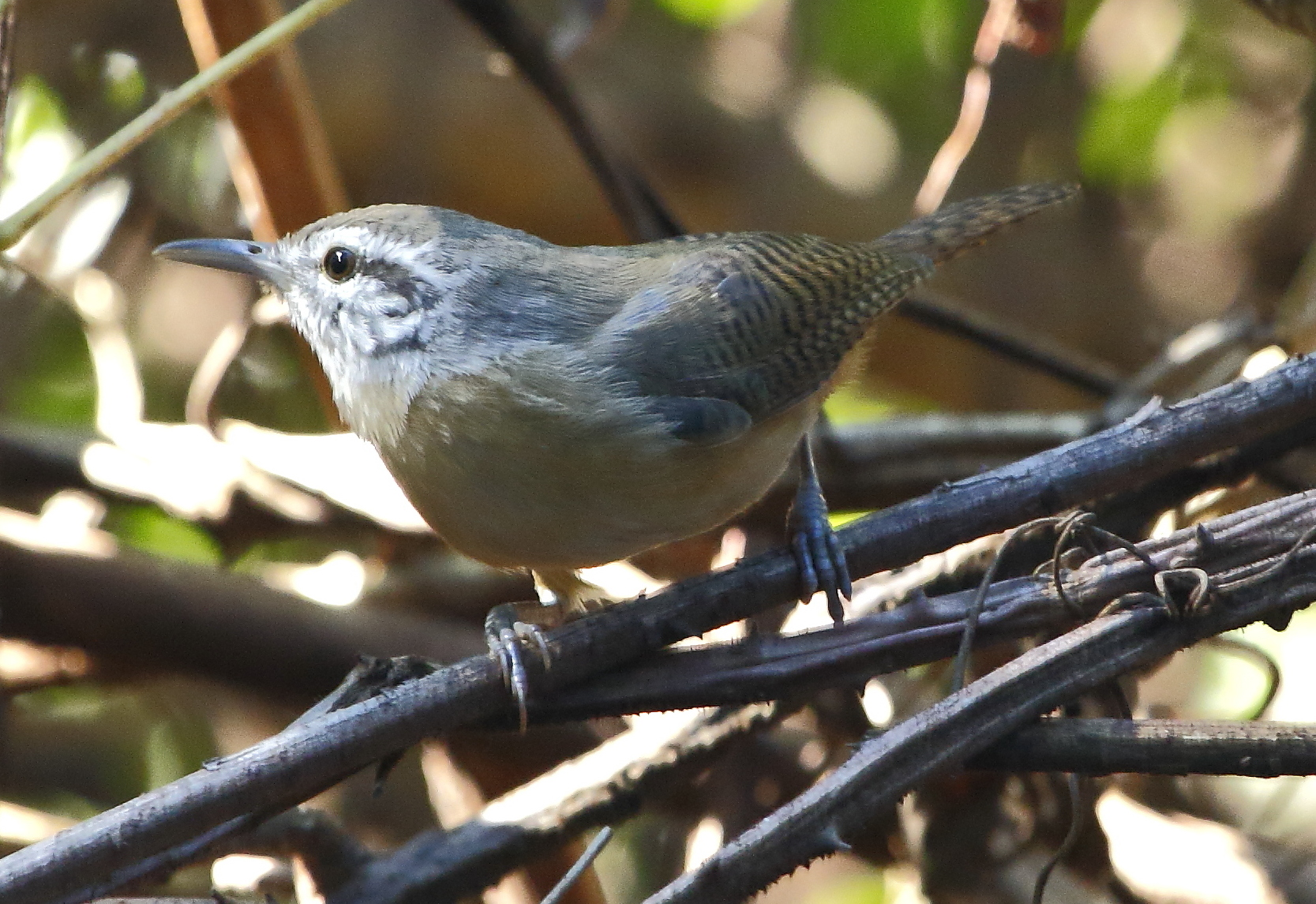
الیکایی سینه‌فندقی

الیکایی سینه‌فندقی (نام علمی: Cantrochilus guarayanus) نام یک گونه از سرده کنارخوان‌ها است.